# 大田黒公園
大田黒公園（おおたぐろこうえん）は、東京都杉並区荻窪にある区立の都市公園。音楽評論家大田黒元雄の自邸を整備し、1981年（昭和56年）10月1日に開園した。

## 概要
自邸の30%を公園にして欲しいという大田黒元雄の遺志に基づいて、遺族から杉並区に寄贈された土地に、周囲の敷地を合わせて公園として整備したものである。
可能な限り旧自邸の庭園の原形を残して、回遊式日本庭園として整備されており、正門から延びるイチョウ並木をはじめとして随所に巨木が残るほか、従前からあった池が再現されている。日本式の庭園技法が生かされた和洋折衷公園の成功例であり、美観がよく維持管理され、見る公園として高く評価されている。
園内には、休憩室及び茶室や、1933年（昭和8年）に建てられたレンガ造洋館のアトリエを改装した記念館が設けられている。

## データ

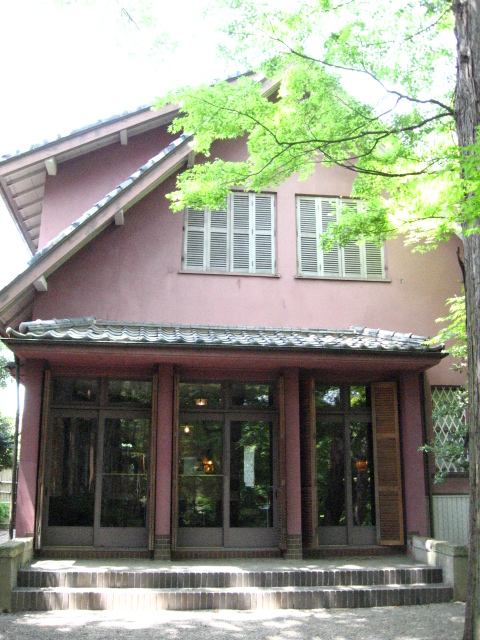
記念館（旧大田黒邸）

- 所在地：東京都杉並区荻窪3丁目33番12号
- 面積：8,972.31m2
- 開園時間：9:00 - 17:00（入場は16:30まで）
- 休園日：水曜日・12月29日 - 1月1日
- 入園料：無料
- 交通：JR東日本中央線荻窪駅南口より徒歩約7分

## ライトアップ
11月下旬から12月上旬までの期間、日没後より紅葉をライトアップするイベントが2003年から開催されている。この期間は開園時間が延長される。

## ギャラリー

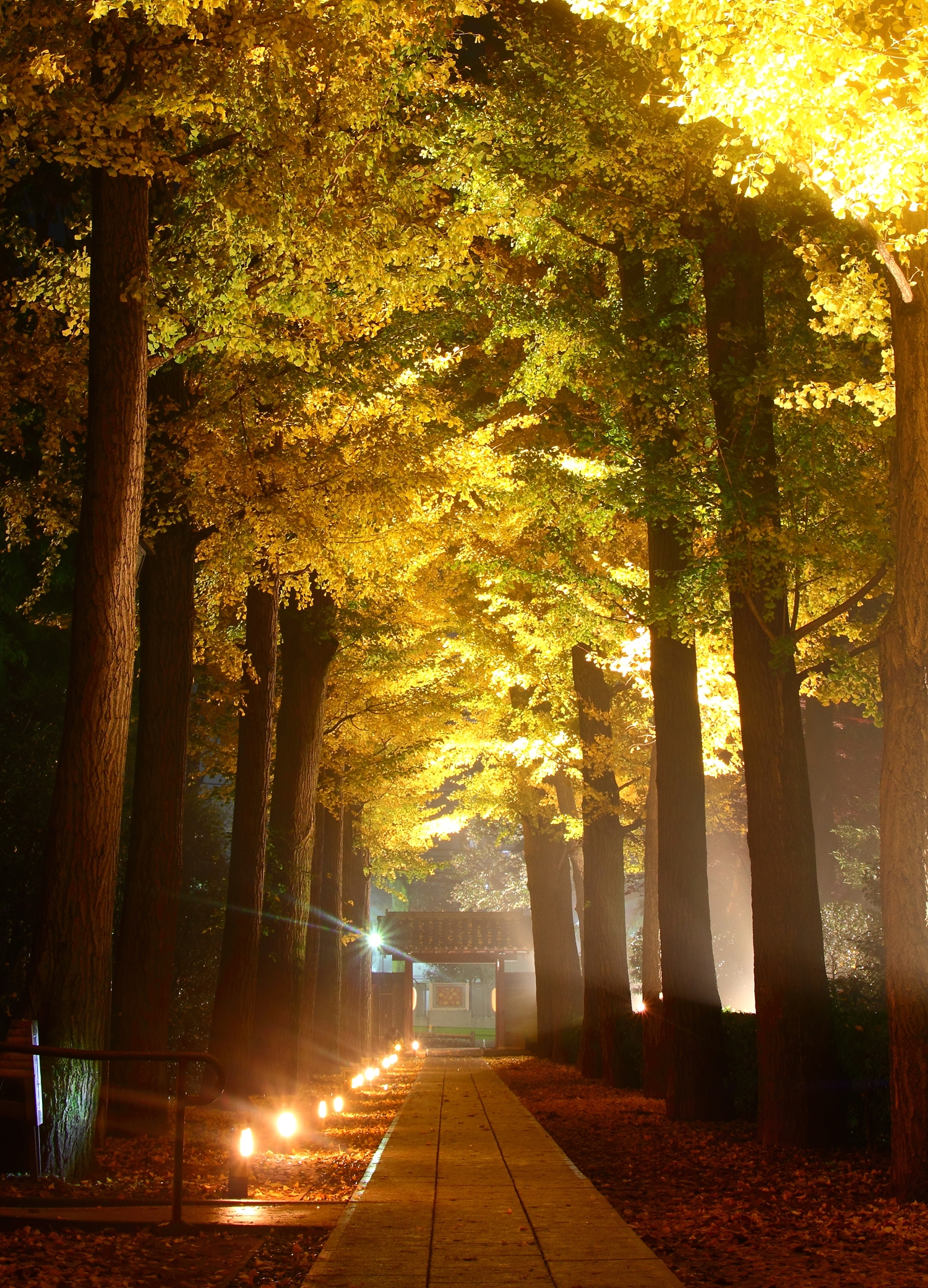
門から続く樹齢100年を越えるイチョウ並木
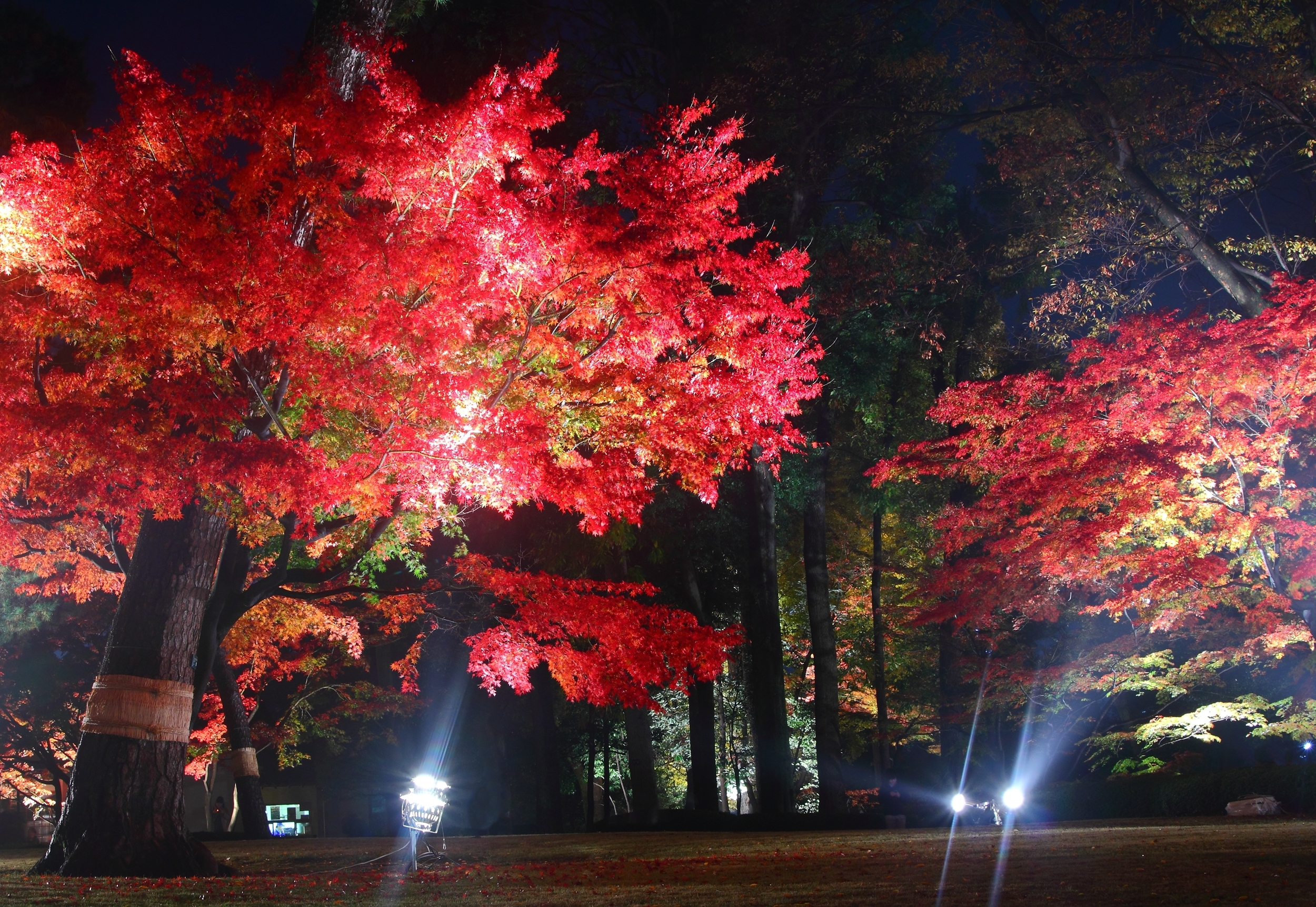
庭園のライトアップ